# KOK T 1, RüKB T 1 und GJK T 1
Die Triebwagen Kreisbahn Osterode-Kreiensen KOK T 1, Rügensche Kleinbahn RüKB T 1, Kleinbahn-Gesellschaft Greifswald–Jarmen GJK T 1 und der Kleinbahn Casekow–Penkun–Oder CPO T 1  waren vier von der Dessauer Waggonfabrik gebaute schmalspurige Dieseltriebwagen für die Spurweite von 750 mm.
Der KOK T 1 ist heute (2019) bei der Jagsttalbahn als VT 303 erhalten. Die anderen drei Fahrzeuge erhielten 1943 bei den Pommerschen Landesbahnen (PLB) die Bezeichnung 1081 bis 1083. Die Fahrzeuge wurden 1945 als Reparationsgut in die Sowjetunion gebracht und gelten als Kriegsverlust.

## Geschichte und Einsatz

### Kreisbahn Osterode-Kreiensen T 1
Dieser Triebwagen wurde 1935 unter der Fabriknummer 126/3085 bei der Dessauer Waggonfabrik gebaut und im selben Jahr bei der Kreisbahn Osterode–Kreiensen in Betrieb genommen. Dort versah er seinen Dienst auf der 32 km langen Strecke, wobei er auf der Fahrt 112 Höhenmeter zu überwinden hatte und bis zu 450 Personen am Tag zu befördern waren. Zeitweise verkehrte der T1 mit Beiwagen. In die Zeit bei der KOK fallen fünf Hauptuntersuchungen und eine Zwischenuntersuchung. Die größten Umbaumaßnahmen geschahen 1958, als bei Waggonbau Graaff ein neuer Motor vom Typ KHD A8 L 614 eingebaut, der Antrieb auf beide Achsen des Drehgestells erweitert (Achsfolge B’B’) sowie der Raddurchmesser einheitlich auf 700 mm geändert wurde.
Jagsttalbahn VT 303
Als 1967 die KOK aus wirtschaftlichen Gründen eingestellt wurde, wurde der Triebwagen an die Südwestdeutsche Eisenbahn-Gesellschaft verkauft, die ihn auf der Jagsttalbahn in Dörzbach als VT 303 einstellte. Hier versah er seinen Dienst bis 1988, bis der Betrieb auf der Jagsttalbahn wegen Oberbaumängeln eingestellt werden musste. Seither ist der Triebwagen abgestellt.

### Kleinbahn-Gesellschaft Greifswald–Jarmen T 1
Um den Kleinbahnverkehr zu rationalisieren, richtete die KGJ auf ihrer Strecke Triebwagenverkehr ein. Der Triebwagen war in Jarmen beheimatet und befuhr die Strecke nach Greifswald an Werktagen zweimal täglich, am Wochenende dreimal täglich. Die Fahrzeit wurde dadurch von 100 auf 70 Minuten verkürzt. Der Triebwagen bekam von der Bevölkerung den Spitznamen Fliegender Jarmener. 1942 wurde der Rügener Triebwagen nach Jarmen umgesetzt.
Der letzte Zug auf der Strecke fuhr am 30. April 1945. Bis Mitte 1945 wurde die Strecke abgebaut. Alle Betriebsmittel kamen als Reparationsleistung in die Sowjetunion.

### Rügensche Kleinbahn T 1
Nachdem bei der Kleinbahn-Gesellschaft Greifswald–Jarmen bereits 1935 ein Triebwagen dieser Bauart in Dienst gestellt worden war, folgte bei der Rügenschen Kleinbahn 1937 ein fast baugleiches Fahrzeug. Er besaß eine andere Ausstattung und hatte zwei Scheinwerfer. Mit diesem Fahrzeug sollte der schwächere Verkehr auf der Nordstrecke Bergen–Altenkirchen wirtschaftlicher gestaltet werden.
Mit diesem Fahrzeug verkehrten ein zweiachsiger und ein vierachsiger Beiwagen, wobei bei diesen Fahrzeugen zum ersten Mal die Druckluftbremse auf der Insel Rügen angewendet wurde. Beide Wagen erhielten denselben zweifarbigen Anstrich wie der Triebwagen, der vierachsige Beiwagen bekam ebenfalls eine Druckluftbremse, der zweiachsige war lediglich mit einer durchgehenden Hauptluftleitung ausgerüstet. Neben der Erhöhung der Zuggeschwindigkeit entfielen mit der Garnitur die erforderlichen Rangierarbeiten beim Fährbetrieb, wodurch die Fahrzeit wesentlich verkürzt werden konnte. Während der Erntezeit beförderte der Triebwagenzug noch bis zu drei Güterwagen mit Rüben oder Kartoffeln. Außerdem musste der Triebwagen bis 1948 außerplanmäßig Vorspanndienste mit den zweiachsigen Dampflokomotiven vom Lenz-Typ m im Bahnhof Bergen leisten, wenn planmäßige Mallet-Lokomotiven vom Lenz-Typ nn ausgefallen waren. Dies führte zu einem hohen Verschleiß an Motor und Getriebe, wodurch fallweise Triebwagenzüge durch Dampfzüge ersetzt werden mussten.
Da ein zweiter Triebwagen infolge der Kriegsereignisse nicht beschafft werden konnte, wurde der Triebwagen 1942 zur Kleinbahn-Gesellschaft Greifswald–Jarmen versetzt, wo er als T 2 (PLB 1082) verkehrte. 1943 wurde er auf Treibgas umgestellt. Mit dem dortigen Stammfahrzeug wurde er Reparationsgut in die Sowjetunion abgefahren.

### Kleinbahn Casekow–Penkun–Oder T 1
Über den Einsatz dieses Triebwagens zwischen Casekow und Scheune ist so gut wie nichts bekannt. Er wurde 1945 ebenfalls in die Sowjetunion transportiert.

## Konstruktive Ausführung
Außer für Spurweite 750 mm war ein ähnlicher Fahrzeugtyp auf mehreren Schmalspurbahnen mit 1000 mm wie auf den Franzburger Kreisbahnen im Einsatz (FKB T 1 und 2). Dabei wurde die Dachform und die äußere Gestaltung den vierachsigen Schmalspurwagen angepasst. Der Wagenkasten erhielt eine dreigeteilte Stirnfront, in der Mitte befand sich der Arbeitsplatz des Triebwagenführers. Die Einstiegstüren waren als Schiebetüren ausgeführt. Eine Zwischenwand war etwas außermittig angebracht, die mit einer Drehtür verschließbar war. Damit konnte Zugluft vermieden werden. Die Sitzteilung war 2+1, bei dem KOK T 1 3+1. Der RüKB T 1, der GJK T 1 und der CPO T 1 hatten ein Abteil 2. Klasse in der Wagenmitte. Es war mit teilweise verglasten Trennwänden abgetrennt. In der 3. Klasse gab es Lattensitzbänke.
Die Fahrzeuge wurden von einem Dieselmotor OM 67 von Daimler-Benz angetrieben, dem ein Mylius-Getriebe nachgeschaltet war. Dieses trieb über Kardanwellen die jeweils inneren Achsen der Drehgestelle an. Mit diesen Fahrzeugen wurde die Druckluftbremse bei Schmalspurbahnen weiter verbreitet.
Gelüftet wurde mit sechs Torpedo-Lüftern auf dem Dach, im Unterschied zu den 1000-mm-Fahrzeugen, die durch Schlitze über den Fenstern belüftet wurden, dadurch war der Wagenkasten, bis auf dem KOK T 1, etwas niedriger als bei den Meterspurtriebwagen.
Die Triebwagen hatten Hülsenpuffer, bis auf den CPO T 1, der eine Scharfenberg-Kupplung hatte.
Der Wagenkasten war rot lackiert, das Fensterband in Creme.